# Quan hệ ngoại giao của Campuchia
Chính phủ Campuchia có quan hệ ngoại giao với hầu hết các nước, bao gồm Hoa Kỳ, Vương quốc Anh và Pháp, cũng như tất cả các nước láng giềng châu Á, bao gồm Trung Quốc, Ấn Độ, Việt Nam, Lào, Hàn Quốc và Thái Lan. Chính phủ là thành viên của hầu hết các tổ chức quốc tế lớn, bao gồm Liên Hợp Quốc và các cơ quan chuyên môn như Ngân hàng Thế giới và Quỹ Tiền tệ Quốc tế. Chính phủ là thành viên của Ngân hàng Phát triển Châu Á (ADB), thành viên của ASEAN và của WTO. Năm 2005 Campuchia đã tham dự Hội nghị thượng đỉnh Đông Á khai mạc. Chính phủ cũng là một thành viên của Liên minh Thái Bình Dương (với tư cách là người quan sát).

## Tranh chấp quốc tế

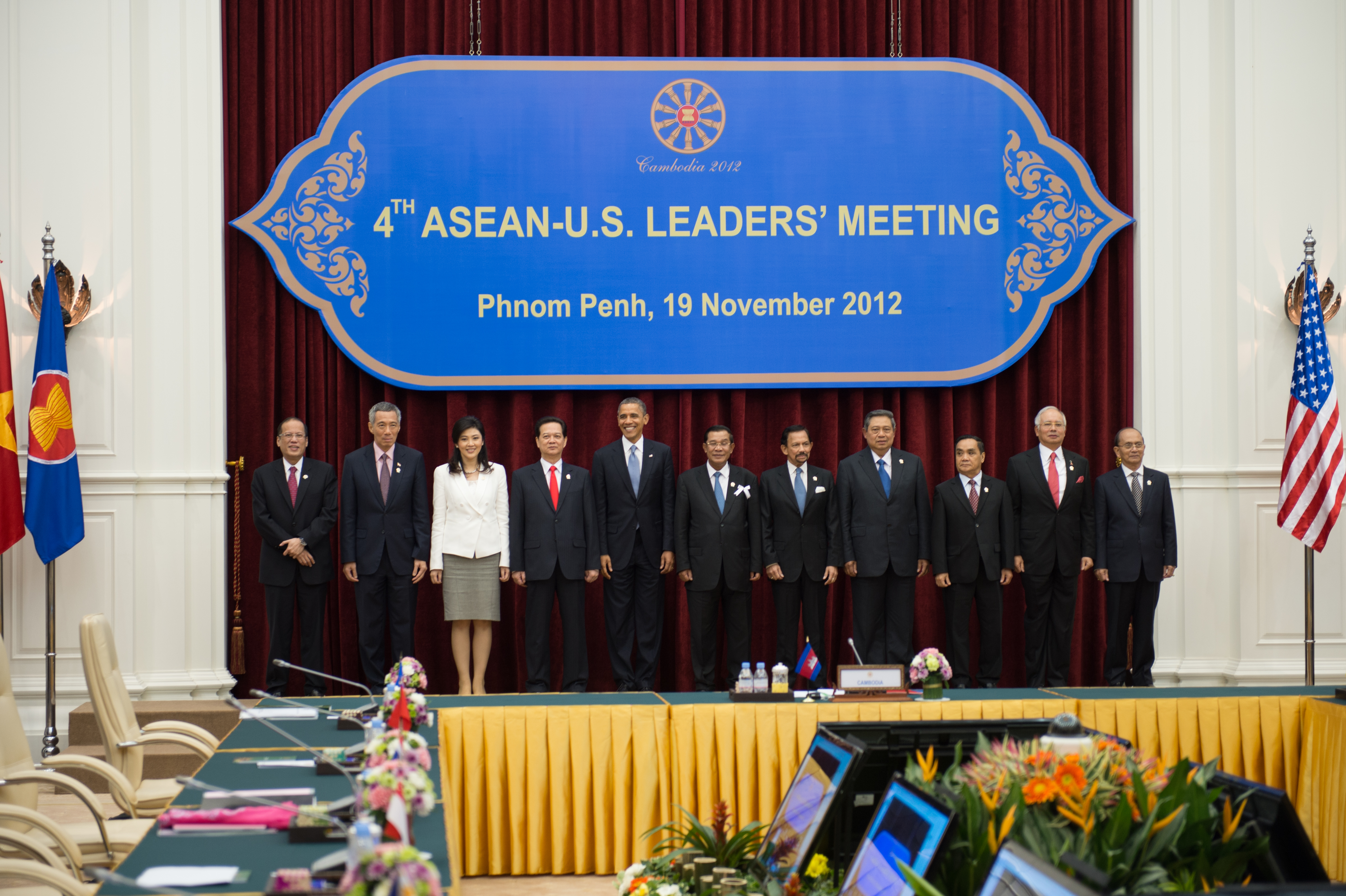
Các đại biểu của Hội nghị thượng đỉnh ASEAN chụp ảnh tại Cung điện Hòa bình ở Phnom Penh, Campuchia, vào ngày 19 tháng 11 năm 2012.

Campuchia có liên quan đến tranh chấp liên quan đến các đảo ngoài khơi và các phần của ranh giới với Việt Nam. Ngoài ra, ranh giới hàng hải Campuchia có với Việt Nam là không xác định. Các phần của biên giới Campuchia với Thái Lan là không được định nghĩa rõ ràng, và ranh giới trên biển với Thái Lan không được xác định rõ ràng.

## Ma túy bất hợp pháp
Campuchia là một địa điểm trung chuyển heroin cho Tam giác vàng, và có thể là một nơi rửa tiền. Có tham nhũng liên quan đến ma túy trong các bộ phận của chính phủ, quân đội và cảnh sát. Campuchia cũng là nơi có thể sản xuất thuốc phiện, heroin và amphetamine quy mô nhỏ. Đất nước này là một nhà sản xuất cần sa lớn cho thị trường quốc tế. 